# Tomaszyn
Tomaszyn (niem. Thomascheinen) – wieś w Polsce położona w województwie warmińsko-mazurskim, w powiecie olsztyńskim, w gminie Olsztynek. W latach 1975–1998 miejscowość administracyjnie należała do województwa olsztyńskiego.
W czasach krzyżackich wieś pojawia się w dokumentach w roku 1405, podlegała pod komturię w Olsztynku, były to dobra rycerskie o powierzchni 8 włók.
W 1606 r. wolni z Henrykowa, Tomaszyna i Witułt kierowali skargę do elektora na burgrabiego z Olsztynka, który odebrał im dawniej przyznane prawo warzenia piwa.